# Phòng Nhì
Phòng Nhì Bộ Tổng tham mưu (thường gọi tắt là Phòng Nhì, tiếng Pháp: Deuxième Bureau de l'État-major général, Deuxième Bureau) là cơ quan tình báo quốc phòng hải ngoại của Pháp, tồn tại từ năm 1871 đến năm 1940. Nó bị quân đội Đức Quốc xã giải tán cùng với Đệ tam Cộng hòa Pháp.
Tình báo quốc phòng của Pháp bao gồm 2 cơ quan là Phòng Nhất và Phòng Nhì. Phòng Nhất có chức năng cung cấp cho chỉ huy cấp cao của Bộ Tổng tham mưu Quân đội Pháp các thông tin về trong nước và đồng mình. Còn Phòng Nhì chuyên về lấy tin về địch, có hoạt động ở Đông Dương.